# Paul-Gabriel d'Haussonville
Pour les articles homonymes, voir Haussonville (homonymie).
Paul-Gabriel Othenin de Cléron, comte d'Haussonville, né à Gurcy-le-Châtel (Seine-et-Marne) le 21 septembre 1843 et mort à Paris le 1er septembre 1924, est un homme politique français, avocat, essayiste[réf. nécessaire] et historien de la littérature[réf. nécessaire].

## Biographie

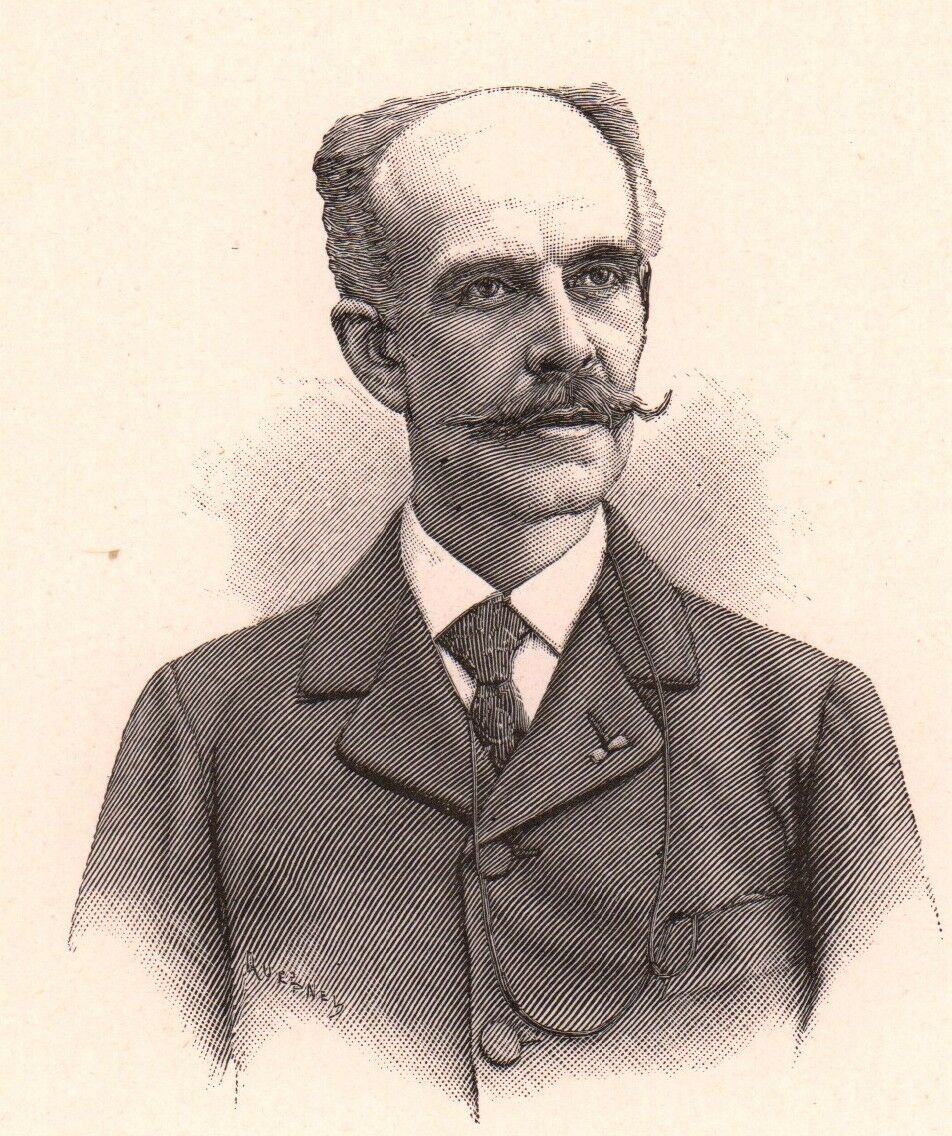
Paul-Gabriel d'Haussonville

Il est le fils de Joseph Othenin d'Haussonville, conseiller-général et député de Seine et Marne, membre de l'Académie française, et de Louise de Broglie. Le portrait de sa mère a été peint par Ingres. Il est aussi le petit-fils de Victor de Broglie, 3e duc de Broglie, pair de France, président du conseil sous Louis-Philippe, membre de l'Académie française, et l'arrière-petit-fils de Madame de Staël.
En 1871, il est élu député de Seine et Marne à l'Assemblée nationale, où il siège au centre-droit.
Il n'est  pas réélu au renouvellement de 1876, mais devient le bras droit de son oncle maternel, le duc de Broglie, président du conseil, lors de la crise du 16 mai 1877.

### À l'Académie
Son ouvrage intitulé Les Établissements pénitentiaires en France et aux colonies (1875) est couronné par l'Académie française.
Le 26 janvier 1888, il est élu au fauteuil no 27 de l'Académie française, où il succède à Elme-Marie Caro. Il y est reçu le 13 décembre 1888 par Joseph Bertrand.
En 1894, avec François Coppée, il est le parrain du romancier Paul Bourget, élu au 33e fauteuil. Il est également l'auteur d'un ouvrage de référence sur Le salon de Mme Necker (1882), dont il était le descendant. En 1904, il est élu à l'Académie des sciences morales et politiques.

### Positions politiques
En 1891, quand Édouard Bocher démissionne de l'administration des biens de la famille d'Orléans, le comte d'Haussonville est nommé représentant accrédité du comte de Paris en France. Il cherche à renforcer le parti orléaniste en recrutant parmi la petite noblesse les membres des comités locaux monarchistes. Il crée de nouveaux organes orléanistes et organise des tournées de conférences pour mettre l'accent sur les principes modernes et démocratiques du comte de Paris. Mais la mort de ce dernier en 1894 anéantit ces efforts.
Il se retire de la vie politique, se préoccupe de questions sociales, collabore à des quotidiens comme Le Gaulois ou Le Figaro. Il demeure royaliste de cœur, mais c'est un royaliste modéré et un catholique social et libéral en matière de religion. Il adhère à la Ligue de la patrie française au temps de l'affaire Dreyfus.
Charles Maurras et L'Action française fulminent contre lui à plusieurs occasions. Lorsque le comte déclare en 1900 que la monarchie n'est plus de sa part qu'une « préférence personnelle ». Lorsqu'il affirme en 1905 que l'Église est démocratique dans son organisation en s'en prenant implicitement à l'Action française - d'Haussonville tente alors de convaincre les catholiques des avantages que l'Église pourrait tirer de la future Loi de séparation des Églises et de l'État si elle l'acceptait, avant que le pape ne la condamne : « De leur acceptation franche et résolue des conditions de liberté et d'égalité qui sont celles des sociétés modernes, d'une organisation nouvelle de l'Eglise, au point de vue temporel sur une base démocratique (...), on peut, je crois, (...) espérer à la longue les plus heureux effets » . Lorsque le comte écrit à nouveau, en 1911, que la démocratie est une réalité dont il faut tenir compte, qui empêche d'espérer « ramener la France en arrière et rétablir l'influence politique dune aristocratie, d'un patriciat, d'une oligarchie héréditaire »,. Lorsque Maurras a voulu être candidat à l'Académie française en 1923, d'Haussonville aurait promu contre lui la candidature du républicain de centre-droit Charles Jonnart, élu. L'article nécrologique rédigé par Maurras lui rend néanmoins hommage, même si ce dernier déplore encore que « la critique de la démocratie l'étonnait, la critique du libéralisme l'irritait ». Maurras y reconnaît que d'Haussonville a voulu voter pour lui en 1923.

### Distinction
- Chevalier de la Légion d'honneur

### Mariage et descendance
il épouse à Paris 7e les 23 et 24 octobre 1865 Pauline d'Harcourt (Paris, 4 mars 1846 - Paris 7e, 6 novembre 1922), fille de Georges Bernard d'Harcourt, marquis d'Harcourt Olonde, ambassadeur de France à Vienne, puis à Londres, et de Jeanne Paule de Beaupoil de Sainte Aulaire. Dont quatre filles :
- Aleth de Cléron d'Haussonville (château de Saint-Eusoge, Rogny, 23 septembre 1867 - Paris 7e, 12 septembre 1946), mariée en 1900 avec François de Maillé de La Tour-Landry, 6e et dernier duc de Plaisance (1862-1926), sans postérité ;
- Elisabeth de Cléron d'Haussonville (Gurcy le châtel, 26 novembre 1869 - Paris 7e, 1er mai 1967), mariée en 1892 avec Jacques Le Marois, comte Le Marois (1863-1920), dont postérité, dont Jean Le Marois ;
- Mathilde de Cléron d'Haussonville, célibataire, infirmière de la Croix-Rouge française, officier de la Légion d'honneur (Paris 7e, 26 décembre 1874 - château de Coppet, 3 août 1970)[10] ;
- Madeleine de Cléron d'Haussonville (Paris 7e, 1er juin 1878 - Paris 7e, 18 décembre 1968), mariée en 1896 avec Guy du Val de Bonneval (1869-1915), dont postérité[11].

À Paris, après 1900, les d'Haussonville résident rue de Constantine dans le même immeuble que la comtesse Robert de Fitz-James.
En 1889, il vend le château de Gurcy-le-Châtel. A sa mort, il est inhumé avec son père au cimetière de Gurcy-le-Châtel (77).

## Œuvres
- Sainte-Beuve, sa vie et ses œuvres (1875)
- Les Établissements pénitentiaires en France et aux colonies (1875) Texte en ligne
- L'Enfance à Paris (1879)
- Études biographiques et littéraires. George Sand, Prescott, Michelet, Lord Brougham (1879)
- Le Salon de Madame Necker, d'après des documents tirés des archives de Coppet (1882, 2 vol.)
- À travers les États-Unis : notes et impressions (1883)
- La Vie et les salaires à Paris (1883) Texte en ligne
- Études biographiques et littéraires. Prosper Mérimée, Hugh Elliot (1885)
- Ma jeunesse, 1814-1830, souvenirs (1885) Texte en ligne
- Études sociales. Misère et remèdes (1886)
- Madame de La Fayette (1891) Texte en ligne
- Mme Ackermann : d'après des lettres et des papiers inédits (1892)
- Études sociales. Socialisme et charité (1895) Texte en ligne
- Le Comte de Paris : souvenirs personnels (1895)
- Lacordaire (1895)
- La Duchesse de Bourgogne et l’alliance savoyarde sous Louis XIV (1898-1903, 4 vol.) Texte en ligne 1 2 3 4
- Salaires et misères de femmes (1900)
- Le Comte de Paris, souvenirs personnels (1901) Texte en ligne
- Assistance publique et bienfaisance privée (1901)
- Avec Gabriel Hanotaux, Souvenirs de Mme de Maintenon (1902-1904, 3 vol.)
- Varia (1904)
- Mon journal pendant la guerre (1870-1871) (1905) Texte en ligne
- Après la séparation, suivi du texte de la loi concernant la séparation des Églises et de l'État (1906)
- À l’Académie française et autour de l’Académie (1907)
- Le Travail des femmes à domicile (1909)
- La Baronne de Staël et la duchesse de Duras (1910)
- Femmes d’autrefois. Hommes d’aujourd’hui (1912) Texte en ligne
- Paris charitable et bienfaisant (1912) Texte en ligne
- Ombres françaises et visions anglaises (1913)
- À Metz (1919)
- Madame de Staël et Monsieur Necker d'après leur correspondance inédite (1925)
- Madame de Staël et l'Allemagne (1928)

### Sources
- « Paul-Gabriel d'Haussonville », dans Adolphe Robert et Gaston Cougny, Dictionnaire des parlementaires français, Edgar Bourloton, 1889-1891 [détail de l’édition]